# Gerhard Liebers
Gerhard Liebers (* 23. Mai 1914 in Radebeul in Sachsen; † 5. Juni 2000) war ein deutscher Bibliothekar.

## Leben
Gerhard Liebers, Sohn von Elese Liebers, geborene Schneider, und des Lehrers Alfred Liebers, besuchte das Königin-Carola-Gymnasium in Leipzig, wo er an der Universität Leipzig Klassische Philologie, Germanistik und Philosophie studierte und 1939 zum Doktor der Philosophie promoviert wurde. Als Bibliotheksreferendar trat er 1942 in den Dienst der Deutschen Bücherei in Leipzig. 1948 wurde er Mitarbeiter (Wissenschaftlicher Hilfsarbeiter) der Murhardschen Bibliothek in Kassel. Die Fachprüfung für den höheren Bibliotheksdienst erfolgte 1949. Nach einer mehrjährigen Tätigkeit an der Niedersächsischen Staats- und Universitätsbibliothek Göttingen (ab 1952 als kommissarischer Leiter Bibliotheksrat, ab 1958 Oberbibliotheksrat und stellvertretender Direktor) wechselte er 1963 als Direktor an die Universitätsbibliothek Münster, wo er 1968 Honorarprofessor für Bibliothekswissenschaft wurde und die er bis zu seinem Ruhestand im Jahre 1979 als Direktor leitete. In seine Dienstzeit fiel die Planung des Neubaus der Universitätsbibliothek Münster, der 1973 eröffnet wurde. Bekannt wurde Liebers vor allem als Experte für Bibliotheksorganisation und den Bibliotheksbau. 1964 wurde er Vorsitzender des Vereins Deutscher Bibliothekare. Gerhard Liebers war evangelisch, seit 1946 mit Ilsemarie Liebers, geborene Friese, verheiratet und hatte zwei Kinder (Gudrun und Margret).

## Schriften (Auswahl)
- Virtus bei Cicero. Dittert, Dresden 1942 (zugleich Dissertation Universität Leipzig).
- Bibliotheksbau in USA. In: Beiträge zum Buch- und Bibliothekswesen. 5, 1956.
- Moderner Bibliotheksbau im Ausland. In: Handbuch für Bibliothekswissenschaft. Band 2. 2. Auflage 1961.
- als Mitherausgeber: Bibliotheksneubauten in der Bundesrepublik Deutschland (= Zeitschrift für Bibliothekswesen und Bibliographie, Sonderhefte. Band 9). Klostermann, Frankfurt am Main 1968.
- Bibliotheksgeschichte in Deutschland. In: Peter Vodosek (Hrsg.): Bibliotheksgeschichte als wissenschaftliche Disziplin (= Wolfenbütteler Schriften zur Geschichte des Buchwesens, Bd. 7). Hauswedell, Hamburg 1980, S. 84–96, ISBN 3-7762-0204-1.
- als Hrsg. mit Peter Vodosek: Bibliotheken im gesellschaftlichen und kulturellen Wandel des 19. Jahrhunderts. Referate des 1. Jahrestreffens der Wolfenbütteler Arbeitskreises für Bibliotheksgeschichte vom 24. bis 26. April 1980 in der Herzog-August-Bibliothek. (= Wolfenbütteler Schriften zur Geschichte des Buchwesens. Band 8). Hauswedell, Hamburg 1982, ISBN 3-7762-0219-X.
- Bibliotheksbau in der Kritik. In: Günther Pflug/Hansjochen Hancke (Hrsg.): Die neue Bibliothek. Festschrift für Harro Heim zum 65. Geburtstag. Saur, München 1984, ISBN 3-598-10529-0, S. 221–235.
- Das Handbuch der Bibliothekswissenschaft und seine Neuauflage 1951–1963. In: Peter Vodosek, Joachim-Felix Leonhard (Hrsg.): Die Entwicklung des Bibliothekswesens in Deutschland 1945–1965 (= Wolfenbütteler Schriften zur Geschichte des Buchwesens. Band 19). Harrassowitz, Wiesbaden 1993, ISBN 3-447-03427-0, S. 163–172.
- Funktion und Gestaltung der Bibliothek (= Arbeiten und Bibliographien zum Buch- und Bibliothekswesen. Band 14). 2. Auflage. Lang, Frankfurt am Main 2002, ISBN 3-631-37521-2.